# Gustav Sühler
Gustav Sühler (* 17. März 1922 in Lindau, Oberfranken; † 2. Juli 1998 in Bayreuth) war ein deutscher Landwirt und Politiker (CSU).

## Leben und Beruf
Gustav Sühler wurde als Sohn des Landwirtes und Politikers Adam Sühler geboren. Nach dem Volksschulabschluss und dem Besuch landwirtschaftlicher Fachschulen unternahm er Studienreisen in die Vereinigten Staaten sowie nach England, Schweden und die Schweiz. Von 1939 bis 1945 nahm er als Soldat am Zweiten Weltkrieg teil, ab 1940 als Flugzeugführer bei der Luftwaffe.
Nach dem Kriegsende arbeitete Sühler als Landwirt in Waldau. Er engagierte sich seit 1946 in der Landjugend, übernahm dort führende Positionen und war von 1949 bis 1953 Bundesvorsitzender der Deutschen Landjugend. Daneben wirkte er als Funktionär des Bayerischen Bauernverbandes. Zunächst war er Kreisobmann, dann Präsidiumsmitglied und von 1977 bis 1991 Präsident des Verbandes und des Bezirksverbandes Oberfranken. Darüber hinaus war er von 1982 bis 1991 Erster Vizepräsident des Deutschen Bauernverbandes.

## Partei
Sühler trat nach 1945 zunächst in die FDP ein, wechselte dann aber zur CSU über.

## Abgeordneter
Sühler war von 1948 bis 1952 sowie von 1957 bis 1978 Kreistagsmitglied des Kreises Kulmbach. Dem Deutschen Bundestag gehörte er von 1957 bis 1965 an. Im Parlament vertrat er den Wahlkreis Kulmbach. Von 1964 bis 1991 war er Mitglied des Bayerischen Senates. Schwerpunkt seiner Tätigkeit war hier die Land- und Forstwirtschaft.

## Öffentliche Ämter
Sühler amtierte zeitweise als Bürgermeister der Gemeinde Lindau.

## Ehrungen
- 1968: Bayerischer Verdienstorden
- 1972: Bundesverdienstkreuz I. Klasse
- 1979: Großes Bundesverdienstkreuz (1979) mit Stern (1983) und Schulterband (1991)
- 1987: Bayerischer Bierorden
- 1986: Bayerische Verfassungsmedaille in Gold